# Joaquín Gil Berges
Joaquín Gil Berges (Jasa, 15 de setembre de 1834 - Saragossa, 7 de setembre de 1920) fou un advocat i polític espanyol, va ser ministre de Gracia i Justícia i ministre de Fomento durant la I República.
Diputat per Osca a les eleccions generals espanyoles de 1869 tornaria a obtenir escó en el Congrés, ja representant a la circumscripció de Saragossa, en els successius processos electorals celebrats entre 1871 i 1898 amb l'única excepció dels comicis de 1876.
Va ser ministre de Gracia i Justícia entre el 28 de juny i el 18 de juliol de 1873, en un govern presidit per Pi i Margall; i ministre de Foment entre el 8 de setembre de 1873 i el 3 de gener de 1874 en un gabinet Castelar.

## Biografia
Va néixer a Jasa (Osca) el 15 de setembre de 1834. Va ser el segon fill de la família. Va estudiar l'ensenyament secundari en l'Escola Pia de Jaca i Zaragoza. A Saragossa va estudiar Dret i es va establir com a advocat.
En 1868 era el cap del Partit Demòcrata a Saragossa. Va ser membre de la Junta Revolucionària de Saragossa. Va ser elegit diputat a les Constituents de 1869 per Osca i va votar en elles per la forma republicana. Va ser diputat de nou en les Corts següents, i en les Constituents de la República (de les quals va anar vicepresident). Va ser nomenat ministre de Gracia i Justícia el 27 de juny de 1873 per Francesc Pi i Margall.
En el següent gabinet presidit per Emilio Castelar va ser ministre de Foment i interinament ministre d'Ultramar. Va dictar les primeres disposicions per realitzar els estudis del ferrocarril de Canfranc. Després de la Restauració, i excepte en les Corts que van votar la Constitució de 1876, va ser diputat a Corts per Saragossa, i sense interrupció fins a 1899, en què es va apartar de la política perquè Castelar va recomanar acatar la monarquia.
Va ser director de la Reial Societat Econòmica Aragonesa d'Amics del País i degà del Col·legi d'Advocats de Saragossa.
Va ser president del Consell d'Administració de la Societat aragonesa per a la construcció del ferrocarril a França per Osca, Ayerbe, Caldearenas, Jaca i Canfranc (1882). Aquesta societat va haver de cedir els seus drets a la Companyia de Camins de Ferro del Nord d'Espanya.
Va contribuir a l'estudi i defensa del Dret aragonès. Va tenir la iniciativa de convocar el Congrés de Jurisconsultos aragonesos (1880-1881), que va presidir. En discutir-se en les Corts el Codi Civil va portar, al costat de Franco i López (aquest en el Senat), el pes de la defensa del Dret aragonès (discursos de 18 i 19 de juny de 1885 i 2 d'abril de 1889). A ell es deu l'article 13 del Codi Civil (derogat en 1974), encara que no en els termes exactes proposats per ell.
En 1899 va ser nomenat president de la Comissió que havia d'elaborar el projecte d'Apèndix del Codi Civil corresponent al Dret civil d'Aragó. Va redactar personalment els seus 370 articles i l'àmplia exposició de motius.
En 1920 va sortir al pas de la desencertada doctrina del Tribunal Suprem que negava vigència a les normes aragoneses sobre successió intestada amb un opuscle titulat irònicament Los mostrencos en el Tribunal Supremo.

## Obra
- Discurso pronunciado en el Congreso de los Diputados, sobre el Proyecto de Ley de Bases para la formación de un Código civil; Zaragoza, 1885. Dictamen al tema 4. ° (límites que deberían señalarse a la libertad individual en la contratación civil, etc.) del Congreso Jurídico Español; Madrid, 1886.
- Los Mostrencos en el Tribunal Supremo. Estudios sobre la vigencia de las instituciones forales españolas en materia de sucesiones intestadas; Zaragoza, 1920.
- Escribió el prólogo al Diccionario de Latassa, aumentado y refundido por Gómez Uriel.
- Diccionario de voces aragonesas publicado en Huesca, 1916.[1]